# Bryophryne cophites
Bryophryne cophites is een kikker uit de familie Strabomantidae. De soort werd voor het eerst wetenschappelijk gepubliceerd door John Douglas Lynch in 1975. Oorspronkelijk werd de wetenschappelijke naam Phrynopus cophites gebruikt.
De soort komt voor in de noorderlijke en zuidelijke hellingen van Abra Acjanaco, gelegen in het uiterst zuiden van Manu National Park in Peru. Bryophryne cophites wordt bedreigd door het verlies van habitat en waarschijnlijk door Chytridiomycosis, een besmettelijk ziekte door de gistachtige schimmel Batrachochytrium dendrobatidis.